# Molippa rivulosa
Molippa rivulosa är en fjärilsart som beskrevs av Pieter Cramer 1777. Molippa rivulosa ingår i släktet Molippa och familjen påfågelsspinnare. Inga underarter finns listade i Catalogue of Life.